# Paratjal
Paratjal es un cultivar de higuera de tipo higo común Ficus carica bífera (con dos cosechas por temporada, brevas e higos de otoño), con higos de epidermis con color de fondo morado blanquecino, y con sobre color verde marronáceo. Se cultiva principalmente en las Islas Baleares, Cataluña (Tortosa) y en la Comunidad Valenciana (El Maestrazgo).

## Sinonimia
- „Pelejal“en la Comunidad Valenciana (Castellón de la Plana),[5]
- „Paratjal“ en Mallorca, Islas Baleares,
- „Paretjal“ en Cataluña (Tortosa),
- „Paratja“ en El Maestrazgo[6]
- „Parejal“,[7]
- „Júlia“, en Ibiza

## Historia
'Paratjal' se encuentra ya mencionada en el siglo XV por Joan Coromines como higos de « paratge », por un decir de higos de la nobleza, de ahí parece proceder la palabra “paratjal”, en el sentido de la nobleza rural.
Por cuanto en ciertas comarcas son consideradas de gran calidad y gozan de buena fama, podemos deducir que eran los higos destinados al hombre de paraje (hombre importante), o, simplemente, en el paraje (en el terreno arrendado), es decir, los higos grandes y exquisitos que el campesino ofrecía, en calidad de censal o de presente, al señor de las tierras que aquel cultivaba.

Un higo paratjal

madurado en su higuera.

Una mujer holgazana

siempre presente en su portal.
Una figa paratjal

madurada a sa figuera.

Una dona malfenera

sempre surt en es portal.
Cançó popular mallorquina (Canción popular mallorquina)

## Características

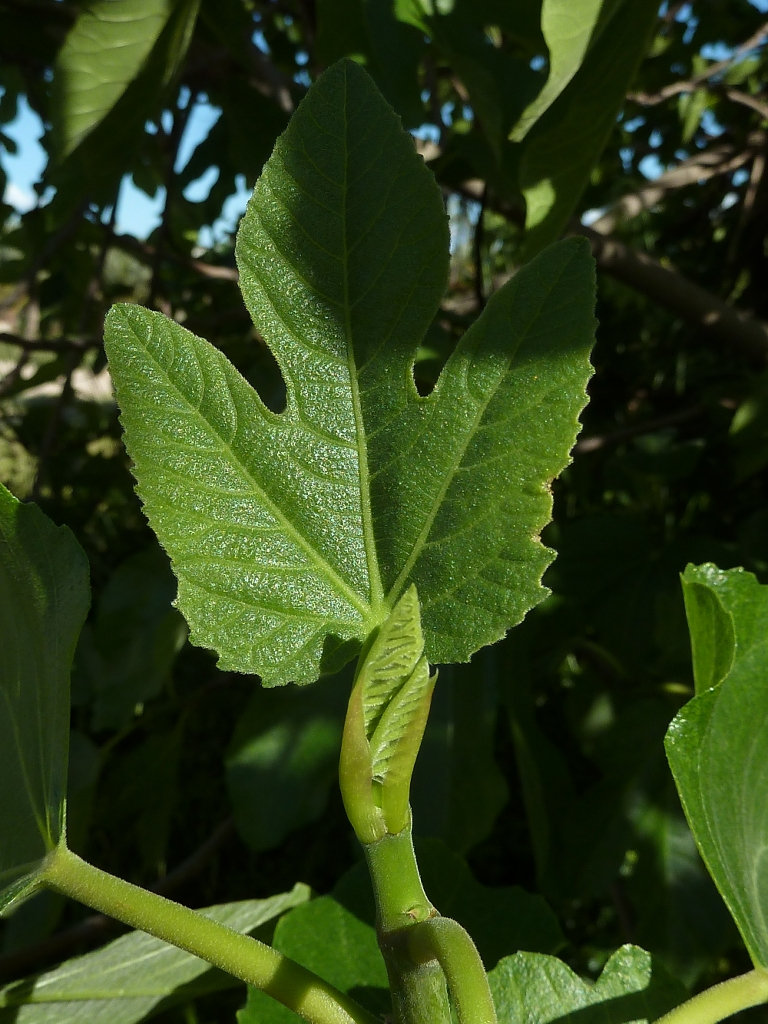
Hoja trilobulada típica de Paratjal.

La higuera 'Paratjal' es una variedad bífera de tipo higo común, de producción baja de brevas y muy alta de higos. Uno de sus descriptores son sus hojas que son trilobuladas.
Las brevas maduran sobre el 24 de junio. Es una breva grande, esférica que cuando madura se alarga, estilizada, dura y de pulpa muy compacta, jugosa y sabrosa. Las dimensiones de la breva son 48 x 48 mm y el peso 43.764 g. La piel de la breva tiene color de fondo morado blanquecino, y con sobre color verde marronáceo y la forma alargada, con el pedúnculo largo, muy atractiva. La carne es roja, bien compacta, melosa y muy sabrosa. Los grietas son longitudinales grandes.
El higo es de forma esférica que cuando empieza a secarse se estiran y adquieren una forma cóníca, tal como los clasificó Estelrich, de tamaño mediano, y de piel morada blanquecina tirando a negra y pulpa roja, dulce y sabrosa: excelente. Puede tener grietas grandes longitudinales. Ostiolo de 3 a 5 mm rosado. Casi no hay formaciones anormales, y el 13% de los siconos están emparejados. El higo madura de 20 de agosto a 28 de septiembre. Los higos son muy buenos, y en regadío alcanzan espesores muy aceptables. Parecen bastante resistentes a las lluvias y en la mosca de la fruta.
Apta para higo seco paso y consumo en fresco, uso en pan de higo tradicional de las Islas Baleares.

## Cultivo de la higuera
Reproducción por estaca en febrero. Es un frutal mediterráneo de secano, pero para el cultivo comercial necesita entre 600 y 700 mm de agua anuales. Acepta cualquier tipo de suelo, excepto pantanosos o encharcados, pero prefiere suelos profundos ricos en nutrientes, permeables y calcáreos. Es una variedad de fruta susceptible al agrietamiento.
Se cultiva principalmente en las Islas Baleares, Cataluña (Tortosa) y en la Comunidad Valenciana (El Maestrazgo) (MAGRAMA, 2012).